# غدد درون‌ریز و متابولیسم
اِندوکرینولوژی (به انگلیسی: Endocrinology) یا درون‌ریزشناسی شاخه‌ای از زیست‌شناسی و پزشکی است که با دستگاه درون‌ریز و بیماری‌هایش سر و کار دارد.